# Baba Hassen
Baba Hassen (em árabe: بابا حسن) é uma comuna localizada na província de Argel, no norte da Argélia. Sua população era de 23 756 habitantes, em 2008.